# Althen-des-Paluds
Althen-des-Paluds este o comună în departamentul Vaucluse din sud-estul Franței. În 2009 avea o populație de 2.520 de locuitori.

## Evoluția populației
| An        | 1975  | 1982  | 1990  | 1999  | 2006  | 2009  |
| --------- | ----- | ----- | ----- | ----- | ----- | ----- |
| Populație | 1.288 | 1.575 | 1.600 | 1.988 | 2.375 | 2.520 |